# Cyperus auriculatus
Cyperus auriculatus är en halvgräsart som beskrevs av Christian Gottfried Daniel Nees von Esenbeck, Franz Julius Ferdinand Meyen och Carl Sigismund Kunth. Cyperus auriculatus ingår i släktet papyrusar, och familjen halvgräs.
Artens utbredningsområde är Hawaii. Inga underarter finns listade i Catalogue of Life.